# Nanny Julin
Nanny Kristoffera Julin, tidigare Danielsson, född 27 december 1874 i Åsele församling, Västerbottens län, död 25 februari 1963 i Östersunds församling, Jämtlands län, var en svensk rösträttsaktivist. Hon var ordförande för Föreningen för kvinnans politiska rösträtt i Arvidsjaur 1913–1917.